# Bitwa na Psim Polu
Bitwa na Psim Polu – jedna z bitew wojny polsko-niemieckiej 1109 r., do której dojść mogło (o ile miała ona w ogóle miejsce) latem tego roku na terenach Psiego Pola (obecnie osiedla, a wcześniej dzielnicy Wrocławia), pomiędzy wojskami księcia polskiego Bolesława III Krzywoustego i króla niemieckiego Henryka V. Wincenty Kadłubek w swej relacji (a w ślad za nim niektórzy inni kronikarze) przedstawił ją jako walną bitwę i wielki sukces polskiego oręża.

## Kronika Galla Anonima
Żyjący współcześnie z Krzywoustym i Henrykiem V Gall Anonim opisuje w swojej kronice najazd w 1109 roku na ziemie polskie niemieckiego króla i późniejszego cesarza Henryka V (1081–1125), który uderzył na grody Bytom Odrzański i Głogów, ale nie potrafił ich zdobyć. Po niepowodzeniu pod Głogowem, cesarz odmaszerował w kierunku Wrocławia, gdzie spotkały go jedynie jakieś bliżej nieokreślone niepowodzenia. Według słów Galla Anonima ...cesarz podstąpił pod miasto Wrocław, gdzie jednak nic więcej nie zyskał, jak trupy na miejsce żywych. Swoją relację Gall Anonim spisał zaledwie kilka lat po tych wydarzeniach.

## Relacja Wincentego Kadłubka
Wincenty Kadłubek tworzący swoją kronikę na dworze księcia Kazimierza Sprawiedliwego (1138–1194), syna Bolesława Krzywoustego, opisał kilka dziesięcioleci później, że na Psim Polu Polacy zastosowali w bitwie pozorowany odwrót, po czym wciągnęli Niemców w zasadzkę i doprowadzili ich do klęski.
Opis bitwy według Kadłubka (tłumaczenie z łaciny):

Kiedy więc spełzły na niczym wysiłki, podstępy, groźby, [nieprzyjaciel] unosi znaki wojenne [dalej] do prześwietnej dzielnicy śląskiej, lecz pod zgoła niepomyślną i nieszczęśliwą wróżbą. Owi bowiem jakże dzielni Ślężanie, którzy wszędzie zabłysnęli świetnymi tryumfami, jak niegdyś odmówili trybutu Aleksandrowi Wielkiemu, tak samo postąpili i z Niemcem. Niechętnie znosząc, że tak potężny wróg zalega ich ziemię, proszą Bolesława, by nie odkładał bitwy, gdyż zwłoka pociąga za sobą niebezpieczeństwo, i lepiej raz polec, niż ciągle żyć w niepewności; niech działa nieustraszenie, to jest, mówią, sposób osiągnięcia niewątpliwego zwycięstwa. Król Bolesław oznajmia więc cesarzowi: „Gotów będąc do bitwy odkładasz ją, a ja jestem świadkiem twego tchórzostwa. Żądasz trybutu? Wymagał go bowiem. Krwawej w dniu jutrzejszym oczekuj daniny. Albowiem jutro z naszej daniny dowiesz się, czego winieneś od kogoś wymagać”. Skoro tylko więc zaświtało, z obu stron wybiegają naprzód lekkozbrojni, różniąc się zarówno liczbą, jak odwagą. Naprzeciw siebie ustawiają się szyki bojowe. I o ile [siły] Niemców zwiększa ich liczebność, o tyle Polaków śmielszymi czyni większa odwaga. Tymczasem z tyłu wyskakuje pokaźny zastęp Ślężan, którzy zwracają ku sobie znaczną liczbę nieprzyjaciół, umyślnie udają ucieczkę i odciągając tamtych od [innych] oddziałów, zwabiają ich coraz dalej, zwracają się przeciw zwabionym, a gwałtownym uderzeniem oszczepów z ukosa wystające ich długie włócznie równocześnie odtrącają i w nich godzą. Gdy ci polegli, inni spieszą im z pomocą i [też] padają. I tak jedni po drugich [giną], aż wreszcie niemal wszystkie w tyle stojące wojska zwracają się [przeciw nim]. Skutkiem tego nie tyle środkowe, ile pierwsze mieszają się szyki; nie znając bowiem przyczyny zamieszania sądzą, że swoi uciekają, a nie ściągają, toteż [sami] niemal w ucieczce się rozpierzchają. [Jednakże] z jednej strony wstyd, a z drugiej Bolesław zmusza ich do zatrzymania się. A ponieważ falangi prażan idą na czele, [one to] padają przy pierwszym starciu. Po czym owe olbrzymie legiony niemieckie – jedne niszczy Bolesław, drugie Ślężanie. Inni, obałamuceni, biegając między szeregami walczących, niepewni, co mają czynić, gromadnie tu i tam się błąkają. Niektórzy giną od zatrutych strzał Partów, przez co czołowe kohorty cesarskie zmuszone są przejść do walki pieszej, skoro i konie [ich] padają nagle od działania trucizny. W ten sposób Pan został chwalebnie uwielbiony, albowiem konia i jeźdźca zrzucił w morze. Skąpe tedy i rozbite ich resztki pozbierała smutna Lemania, życie cesarza za łaskę, a ucieczkę za tryumf poczytując. Na dowód tego istnieje jeszcze nazwa [owego] miejsca, zbiegła się tam [bowiem] niezmierna sfora psów, które pożerając tyle trupów wpadły w jakąś szaloną dzikość, tak że nikt nie śmiał tamtędy przejść, i dlatego owo miejsce nazywa się Psim Polem.

## Współczesne kontrowersje
Istnieje także pogląd, powszechnie obecnie podzielany przez historyków, że bitwa na Psim Polu w ogóle nie odbyła się (albo że odbyła się tu jakaś mało znacząca potyczka, z której zwycięsko wyszły oddziały Krzywoustego). Twierdzą oni, że ukształtowana na relacji Wincentego Kadłubka tradycja, powtarzana w następnych wiekach trafiała w świadomości Polaków na podatny grunt zwłaszcza w obliczu powtarzających się konfliktów polsko-niemieckich. Także po II wojnie światowej, konfrontacyjna wobec Niemiec polityka Polski Ludowej kultywowała liczne przekłamania z historii obu narodów, w tym również rzekomą bitwę na Psim Polu. Dopiero w latach 70. XX wieku rozpoczęto żmudne prace weryfikujące narosłe po obu stronach nieścisłości historii stosunków wzajemnych. Śladów rzekomej bitwy nie odnaleziono.
Historyków, którzy podważają prawdziwość relacji o bitwie na Psim Polu zainteresowało, że Gall Anonim, nadworny kronikarz Bolesława Krzywoustego, pisząc swoją kronikę zaledwie kilka lat po bitwie nie odnotował obszernie walnego zwycięstwa Krzywoustego nad ówczesną potęgą europejską, jaką było Święte Cesarstwo Rzymskie. Bitwy tej nie odnotowano w żadnej innej kronice lub dokumencie polskim lub niemieckim z tej epoki, a pierwszy zapis o niej, który dotrwał do naszych czasów pojawił się dopiero wraz z kroniką Wincentego Kadłubka spisaną prawie 100 lat po bitwie. Niemieccy średniowieczni kronikarze nie mieli większych oporów, aby opisywać bitwy przegrane przez ich rodaków, choć tak jak większość kronikarzy z tego okresu koloryzowali relacje z tych zajść, opisując „podstępność” i „ogromną przewagę liczebną” przeciwników.
Dowodem na to, że bitwa odbyła się, miałby być fakt, że znajdująca się na jej polu osada nosiła nazwę Campus Caninus, a w języku niemieckim Hundsfeld, co w obu przypadkach oznacza właśnie Psie Pole i zgodne byłoby z relacją Kadłubka. Istnieje jednak pogląd, przytoczony przez profesora Stanisława Trawkowskiego, że nazwa Psie Pole nic z wałęsającymi się po pobojowisku sforami psów nie ma wspólnego, tylko odnosi się do terenu przeznaczonego dla książęcej psiarni. Inni twierdzą natomiast, że polska nazwa Psie Pole jako wcześniejsza ma charakter pierwotny i miałaby oznaczać tyle, co pole „liche”, „słabe” – a to z racji podmokłego jego charakteru i corocznych powodzi na tym terenie.

## W kulturze współczesności
Wydarzeniom tym Karol Bunsch poświęcił powstałą w 1953 powieść Psie Pole, w przedstawieniu bitwy opierając się zasadniczo na relacji Wincentego Kadłubka.
Nazwa Psie Pole przetrwała dotychczas (do 1945 w formie niemieckiej:  Hundsfeld) i nosi ją jedno z osiedli Wrocławia, a przedtem także jedna z pięciu dużych dzielnic (kiedy miasto było podzielone na dzielnice) miasta.
W Wałbrzychu jedna z ulic nosi nazwę Psie Pole.